# 下平尾蔀
下平尾 蔀（しもひらお しとみ、1944年8月5日 - ）は、特定非営利活動法人ガーデンアイランド北海道代表。日本造園建設業協会役員、造園家。大阪府出身。

## 来歴
1970年、北海道大学大学院農学研究科修士課程修了。
1973年、建設省都市局公園緑地課係長。
1978年、北海道開発局札幌開発建設部滝野公園副長。
1981年、北海道開発局札幌開発建設部滝野すずらん丘陵公園工務課長。
1983年、北海道開発局道路計画課開発専門官。
1987年、北海道開発局小樽開発建設部小樽道路副所長。
1988年、北海道開発局札幌開発建設部札幌道路所長。
1989年、北海道開発局小樽開発建設部次長。
1991年、北海道開発局環境審査官。
1993年、農林水産省構造改善局建設部開発課農道整備調査官。
1994年、北海道開発局開発調整課長。
1996年、北海道開発局稚内開発建設部長。
1997年、北海道開発局帯広開発建設部長。
公園緑地管理財団滝野管理センター長などを歴任。
第30回日本公園緑地協会北村賞受賞。